# Trezzo sull'Adda
Trezzo sull'Adda is een gemeente in de Italiaanse metropolitane stad Milaan (regio Lombardije) en telt 12.117 inwoners (31-12-2004). De oppervlakte bedraagt 12,8 km², de bevolkingsdichtheid is 966 inwoners per km².
De volgende frazioni maken deel uit van de gemeente: Concesa.

## Demografie
Trezzo sull'Adda telt ongeveer 5061 huishoudens. Het aantal inwoners steeg in de periode 1991-2001 met 3,6% volgens cijfers uit de tienjaarlijkse volkstellingen van ISTAT.
| Jaar | Inwoneraantal |
| ---- | ------------- |
| 1991 | 11.197        |
| 2001 | 11.596        |

## Geografie
Trezzo sull'Adda grenst aan de volgende gemeenten: Cornate d'Adda, Bottanuco (BG), Capriate San Gervasio (BG), Busnago, Grezzago, Vaprio d'Adda.